# Любимовка (Генический район)
Любимовка (укр. Любимівка) — село в Ивановской поселковой общине Генического района Херсонской области Украины.
Население по переписи 2001 года составляло 880 человек. Занимает площадь 35,733 км². Почтовый индекс — 75443. Телефонный код — 5531.

## Местный совет
75443, Херсонская обл., Ивановский р-н, с. Любимовка, ул. Мира, 53